# Gazmend Sinani
Gazmend Sinani, w Turcji znany jako Aydın Okçu (ur. 22 czerwca 1991 w Podujevie, zm. 23 czerwca 2018 w Djakowicy) – kosowski koszykarz występujący na pozycji silnego skrzydłowego i środkowego, reprezentant Kosowa, mistrz tego kraju i zwycięzca rozgrywek Ligi Bałkańskiej. Posiadał również tureckie obywatelstwo.

## Życiorys
Urodzony w Kosowie Sinani został sprowadzony do Turcji przez klub Fenerbahçe Ülker, którego został wychowankiem. Trenując w barwach tego zespołu przyjął tureckie imię oraz nazwisko (Aydın Okçu) i występował w juniorskich reprezentacjach Turcji, dzięki czemu otrzymał tureckie obywatelstwo. W pierwszym zespole Fenerbahçe rozegrał 2 mecze Türkiye Basketbol Ligi w sezonie 2008/2009, w którym drużyna ta zdobyła wicemistrzostwo kraju. Z tureckiego klubu, którego zawodnikiem był od 2004 roku odszedł w 2011 roku, gdy został graczem kosowskiego klubu Sigal Prisztina. Jeszcze w tym samym roku wyjechał do Szwecji, gdzie występował w najwyższej klasie rozgrywkowej – w sezonie 2011/2012 w klubie Malbas (23 mecze), a w sezonach 2012/2013 i 2014/2015 w Helsingborg BBK (łącznie 26 spotkań). W sezonie 2015/2016 ponownie reprezentował Sigal Prisztina, z którym grał w rozgrywkach FIBA Europe Cup (4 mecze), a także zdobył mistrzostwo Kosowa i zwyciężył w rozgrywkach Ligi Bałkańskiej (w drugich z tych rozgrywek wystąpił w 8 spotkaniach). Sezon 2016/2017 rozpoczął w zespole Muğla Orman, grającym wówczas na drugim poziomie ligowym w Turcji. Po rozegraniu 11 meczów ligowych w tym klubie powrócił do Kosowa, gdzie dokończył sezon w drużynie Bashkimi Prizren, grając z nią w lidze kosowskiej (21 spotkań) i Lidze Bałkańskiej (2 mecze). Sezon 2017/2018 zaczął w KB Rahoveci (4 mecze w lidze Kosowa), a w lutym 2018 przeniósł się do Leeds Force, w którym wystąpił w 15 spotkaniach British Basketball League.
Mimo reprezentowania Turcji w kategoriach juniorskich po przyjęciu Kosowa do Fédération Internationale de Basketball (co nastąpiło w marcu 2015 roku) zdecydował się reprezentować ten kraj. W pierwszym oficjalnym występie Kosowa w reprezentacyjnych rozgrywkach seniorskich odbywających się pod egidą FIBA, a więc kwalifikacjach do Eurobasketu 2017 Sinani wystąpił w 5 meczach.
23 czerwca 2018 r. w miejscowości Djakowica, przygotowujący się do meczu z Polską (rozgrywanego w ramach kwalifikacji do Mistrzostw Świata w Koszykówce Mężczyzn 2019) reprezentanci Kosowa uczestniczyli w wypadku samochodowym. W efekcie doznanych obrażeń Sinani zmarł, a ranni zostali Granit i Fisnik Rugova, Altin Morina, a także fizjoterapeuta kadry Kujtim Shala.